# Aglaonema nitidum
Aglaonema nitidum là một loài thực vật có hoa trong họ Ráy (Araceae). Loài này được (Jack) Kunth mô tả khoa học đầu tiên năm 1841.

## Hình ảnh

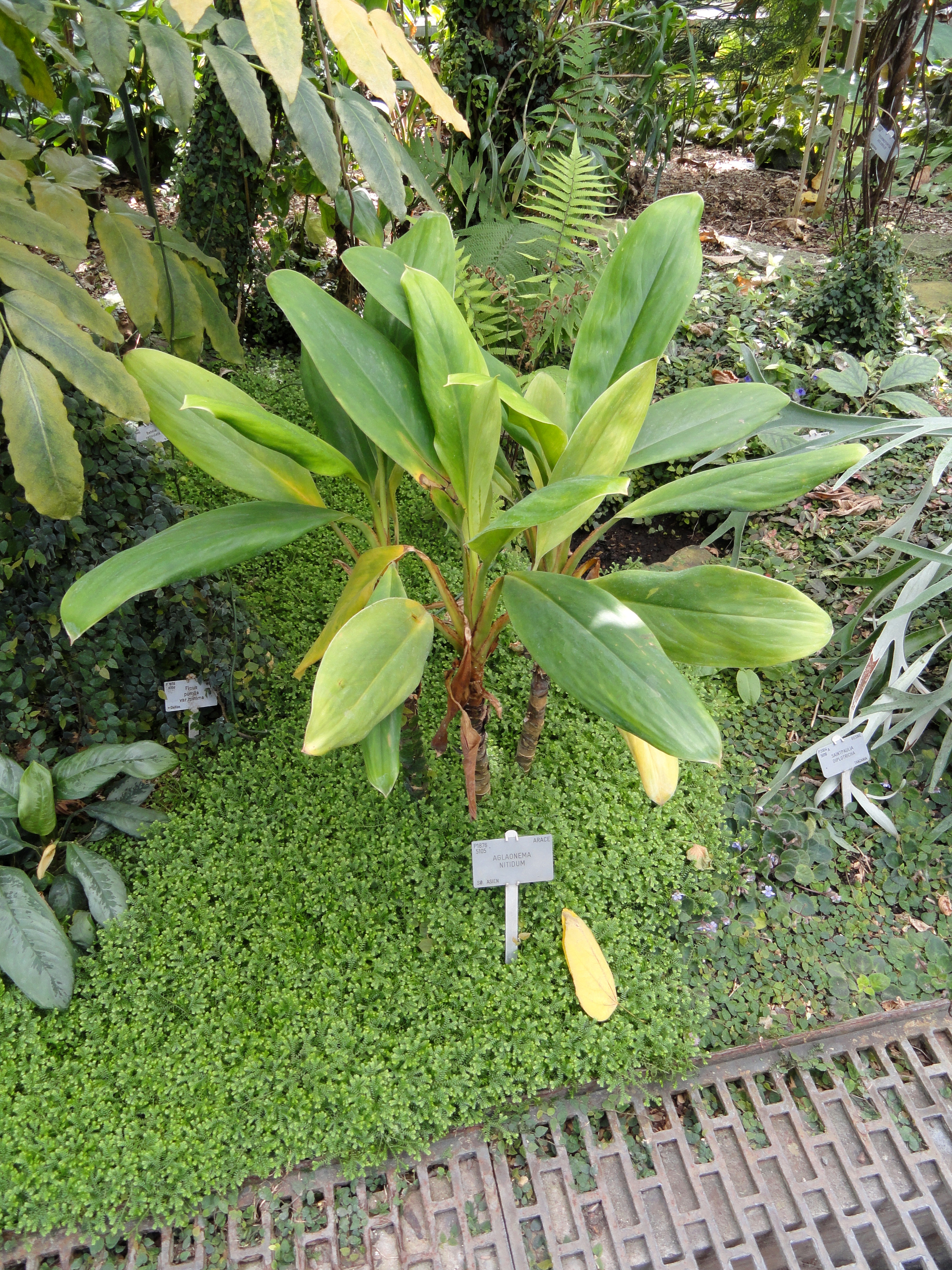
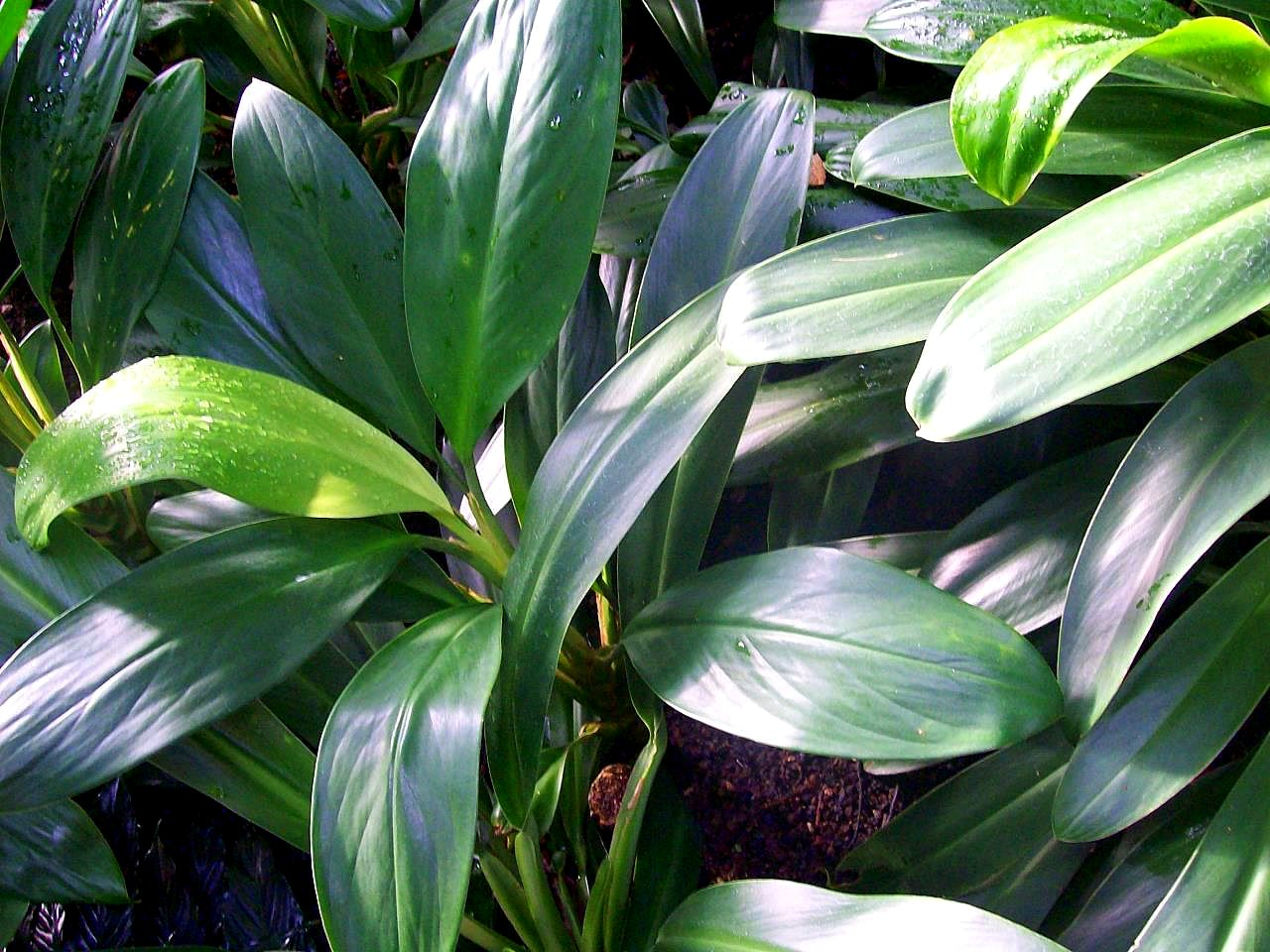
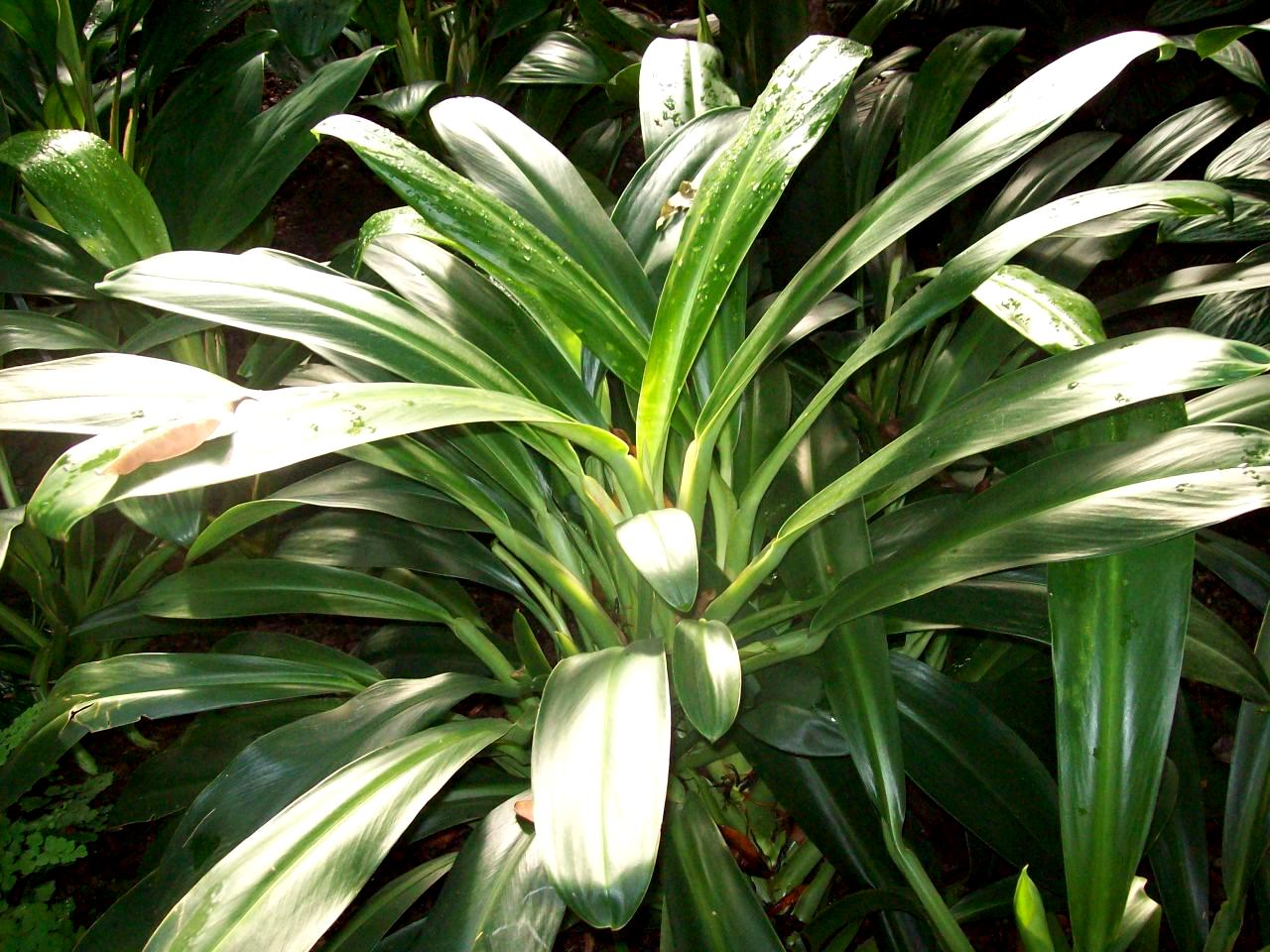
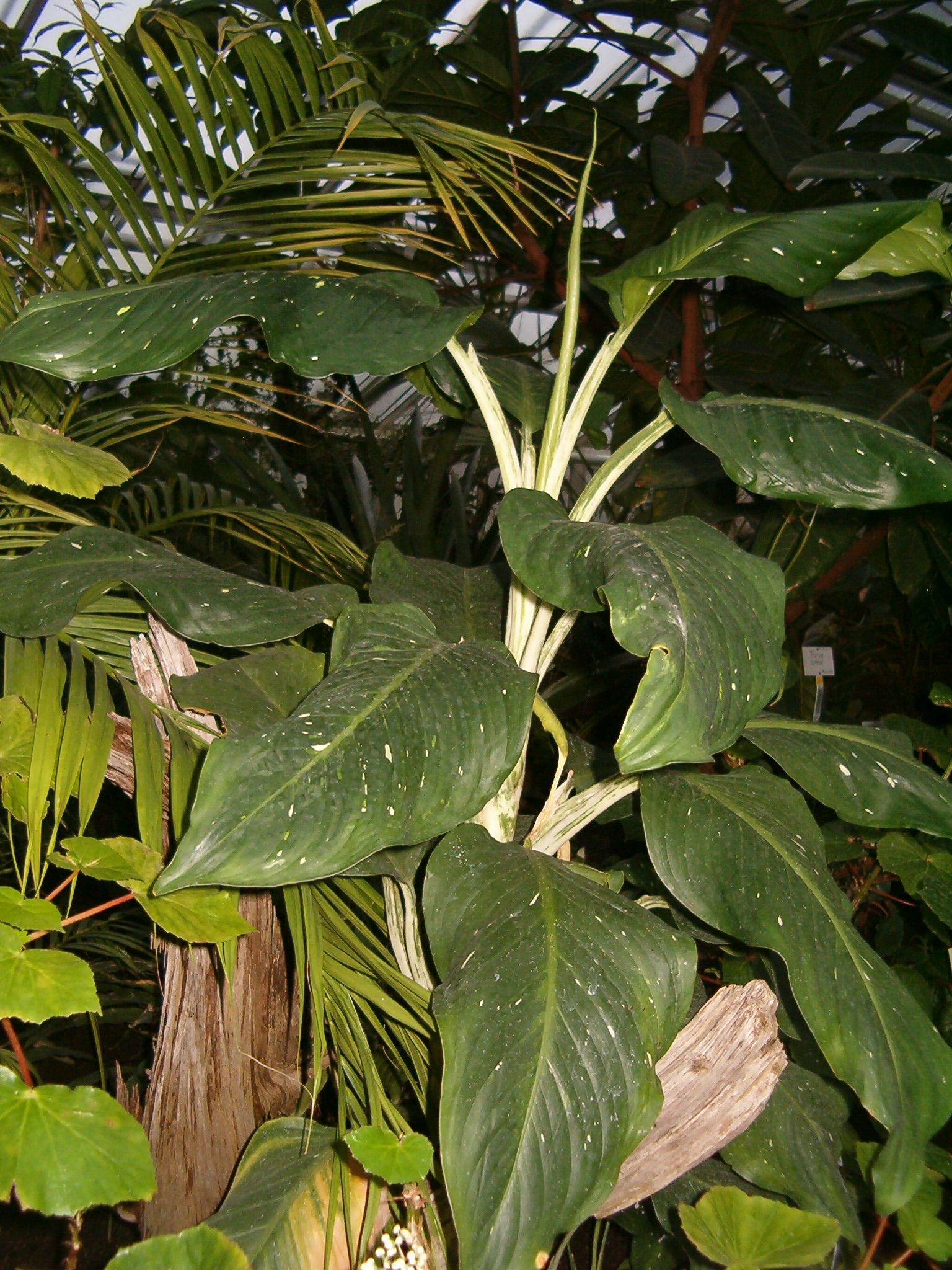